# Fabio Bianchetti
Fabio Bianchetti é um membro do Comitê Técnico da União Internacional de Patinagem. Ele fez o Juramento olímpico dos árbitros nos Jogos Olímpicos de Inverno de 2006.